# Walenty Ziętara
Walenty Ziętara (ur. 27 października 1948 w Nowym Targ) – polski hokeista, reprezentant Polski, dwukrotny olimpijczyk (w Sapporo i Innsbrucku), uczestnik 11 turniejów mistrzostw świata. Trener i działacz hokejowy.
Jego synowie Marek i Piotr także zostali hokeistami.

## Kariera
Występował w Podhalu Nowy Targ (1965–1979), Cracovii (wypożyczenie w 1968), ATSE Graz (1979) i EHC Dübendorf w II lidze szwajcarskiej (1980–1981, grający trener). Jako trener pracował w Szwajcarii, we Włoszech i w Podhalu Nowy Targ. Wywalczył 12 tytułów mistrza Polski (11 jak zawodnik i raz jako trener). W polskiej lidze rozegrał 467 spotkań i strzelił 380 goli. Trzykrotnie nagradzany nagrodą Złotego Kija (wynik rekordowy). Był kapitanem reprezentacji Polski, w której rozegrał 179 meczów i strzelił 72 gole. Uważany jest za jednego z najlepszych hokeistów Podhala i Polski. Pięciokrotnie był najlepszym strzelcem drużyny nowotarskiej w lidze: 1971 - 41 goli, 1971 - 35, 1974 - 46, 1976 - 24, 1979 - 27. W 1979 ogłosił zakończenie kariery zawodniczej.
Radziecki trener kadry Polski Anatolij Jegorow wypowiedział się o nim: Gdybym naprzeciw niego ustawił hydrant wodny, to Ziętara i tak by się przez niego przebił. To prawdziwy magik z zaczarowaną laską.
28 maja 2013 został Szefem Wyszkolenia w klubie MMKS Podhale Nowy Targ.
Wraz z synem Piotrem organizują obozy hokejowe dla młodzieży trenującej hokej na lodzie.

## Sukcesy
Klubowe zawodnicze
- Złoty medal mistrzostw Polski (11 razy): 1966, 1969, 1971, 1972, 1973, 1974, 1975, 1976, 1977, 1978, 1979 z Podhalem Nowy Targ
- Srebrny medal mistrzostw Polski (1 raz): 1970 z Podhalem Nowy Targ
- Brązowy medal mistrzostw Polski (1 raz): 1968 z Podhalem Nowy Targ

Indywidualne
- Mistrzostwa Europy juniorów do lat 19 w hokeju na lodzie 1968[5]:
  - Pierwsze miejsce w klasyfikacji strzelców turnieju: 11 goli
  - Pierwsze miejsce w klasyfikacji kanadyjskiej turnieju: 11 punktów
  - Skład gwiazd turnieju
  - Najlepszy napastnik turnieju

Klubowe szkoleniowe
- Złoty medal mistrzostw Polski (1 raz): 1987 z Podhalem Nowy Targ

Wyróżnienia
- Złoty Kij (3 razy): 1979, 1977, 1972
- „Super Orzeł” w plebiscycie Hokejowe Orły za całokształt pracy na rzecz polskiego hokeja: 2014[6]

## Odznaczenia
- Złoty Krzyż Zasługi (2000, za zasługi w działalności na rzecz rozwoju kultury fizycznej i sportu)[7]